# Ángel Cabrera (golfista)
Ángel Cabrera (12 de setembro de 1969) é um jogador profissional de golfe da Argentina. Cabrera foi campeão do Masters de Golfe em 2009 e do US Open de Golfe de 2007. 

## Carreira

### Masters de 2009
Com 12 tacadas abaixo do par, o Masters de 2009 teve um empate triplo. Cabrera conquistou o título após dois buracos no playoff, superando Kenny Perry e Chad Campbell.

## Títulos

### Torneios Major´s (2)
| Ano  | Campeonato       | Resultados            | Margem    | Vice-campeão                |
| ---- | ---------------- | --------------------- | --------- | --------------------------- |
| 2007 | U.S. Open        | +5 (69-71-76-69=285)  | 1 tacada  | Jim Furyk e Tiger Woods     |
| 2009 | Masters de Golfe | −12 (68-68-69-71=276) | Playoff 1 | Kenny Perry e Chad Campbell |

1 Derrotou Kenny Perry e Chad Campbell no playoff: Cabrera (4-4), Perry (4-5) e Campbell (5).